# Synoviale Chondromatose
Die Synoviale Chondromatose ist eine seltene Erkrankung der Synovialis großer Gelenke. Es handelt sich um eine knorpelbildende Metaplasie (Chondromatose). Die ersten Kasuistiken stammen von Paul Friedrich Reichel, Melvin Starkey Henderson (1918) und Hugh Toland Jones (1924). Die Ursache ist nach wie vor unklar.

## Pathologie und Klinik

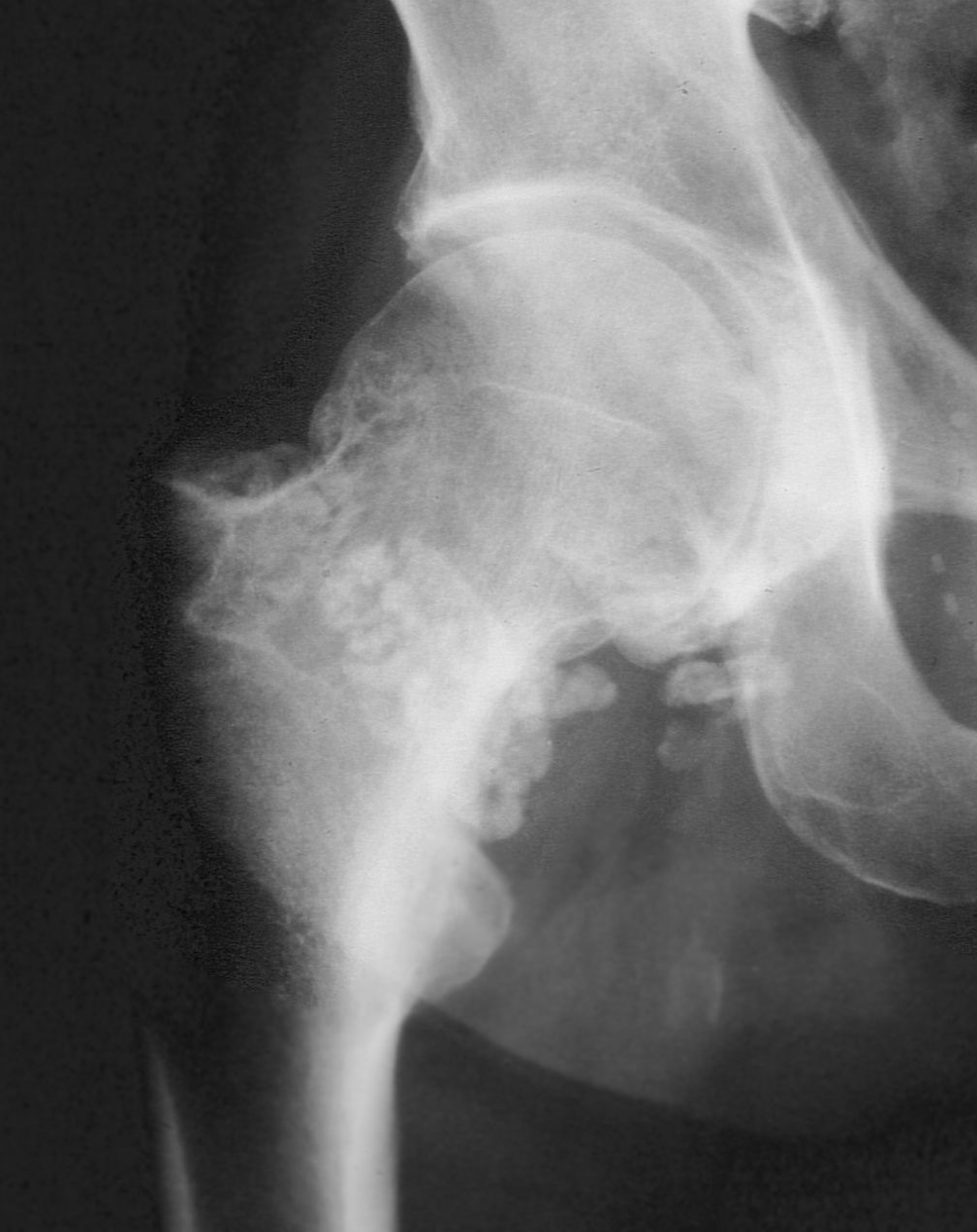
Chondromatose des Hüftgelenks

Pathologisch-anatomisch handelt es sich um eine Metaplasie mesenchymaler Zellen in umschriebene Knorpelareale. Bei Männern kommt das seltene Krankheitsbild etwa doppelt so häufig wie bei Frauen vor, bei Kindern nur vereinzelt.
„Häufig“ befallen sind Knie-, Hüft-, Schulter- und Ellbogengelenk. Auch das Kiefergelenk kann betroffen sein.
Die meisten Patienten sind lange relativ beschwerdefrei. Schließlich erfordern Einklemmungserscheinungen, Bewegungsbehinderung oder Schmerzen durch freie Gelenkkörper und synoviale Chondrome, sowie die mögliche Schädigung von Gelenkstrukturen durch Abrieb (Sekundärarthrose) eine Abklärung.

## Diagnose und Therapie

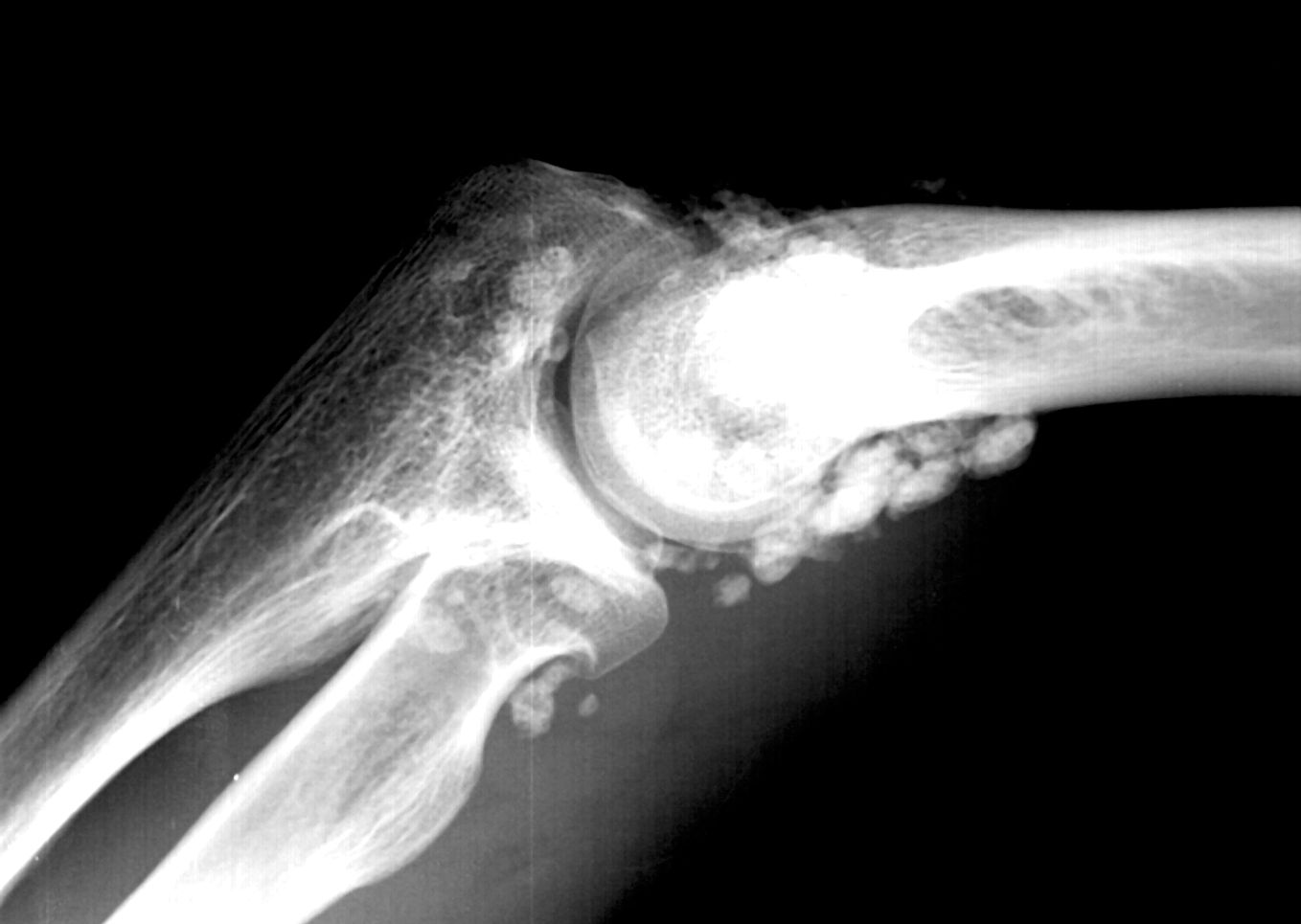
Chondromatose des Ellbogengelenks

Die synoviale Chondromatose ist eine radiologische Blickdiagnose. Als gefürchtete Komplikation ist die Entstehung eines sekundären Chondrosarkoms zu sehen.
In einer größeren Studie mit 53 Fällen in 30 Jahren wurden drei Chondrosarkome diagnostiziert.
Sperling und Mitarbeiter zitieren eine Publikation von Blokx und Mitarbeitern, nach der bis zum Jahre 2000 insgesamt 34 Chondrosarkome im Zusammenhang mit einer synovialen Chondromatose beschrieben worden seien.
Die Behandlung der synovialen Chondromatose besteht in der möglichst vollständigen offenen Synovialektomie.

## Giant solitary synovial chondromatosis
Bei dieser Unterform verschmelzen viele einzelne Chondrome, so dass sich ein solider Tumor bis zu einem Durchmesser von 20 cm ausbilden kann. Auch eine entsprechende Vergrößerung eines einzelnen Chondroms wird für möglich erachtet. Histologisch und radiologisch ist die Abgrenzung von einem Chondrosarkom schwierig.